# Deutsche Mark
Pour les articles homonymes, voir Mark, DEM et DM.
Le Deutsche Mark (prononcé /ˈdɔʏtʃə ˈmaʁk/ signifiant littéralement en allemand « mark allemand », code ISO 4217 DEM), deutschemark (graphie francisée) ou mark allemand, fut d'abord la monnaie officielle de l'Allemagne de l'Ouest dès juin 1948 (succédant alors au Reichsmark) puis de l'Allemagne réunifiée à partir du 1er juillet 1990 (remplaçant alors le mark est-allemand en ex-RDA) jusqu’au 31 décembre 2001, avant son remplacement par l’euro. Le deutschemark était subdivisé en 100 pfennigs.

## Histoire

### Origine

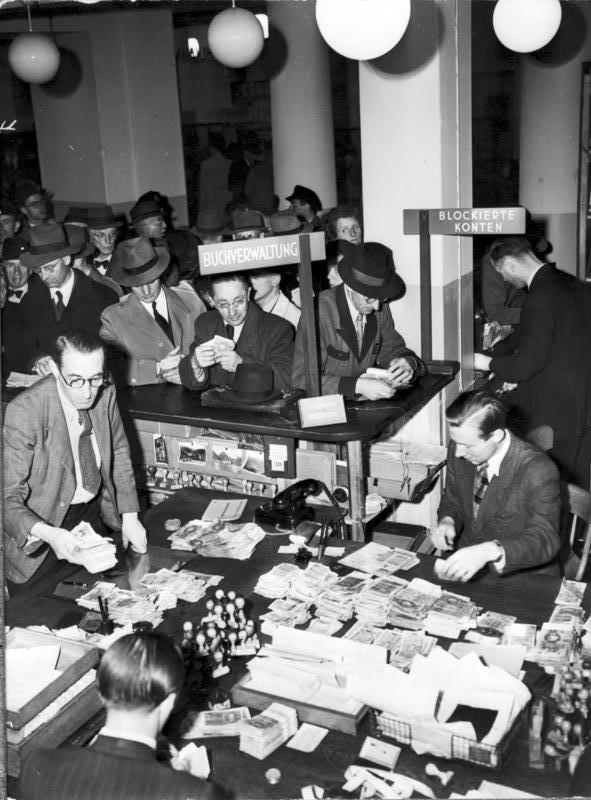
Juin 1948 : la Währungsreform conduit aux comptoirs des banques des milliers d'Allemands qui échangent leurs vieux reichsmarks contre des deutschemarks imprimés aux États-Unis (Bundesarchiv).

La capitulation allemande de mai 1945 signe la fin du régime nazi, et laisse l'Allemagne exsangue et de nombreuses villes en ruine, plusieurs millions de personnes sont déplacées, surtout à l'est du pays, occupé par l'Armée soviétique. 
La période qui suit la Seconde Guerre mondiale est marquée par d'énormes problèmes sociaux et économiques, par l'absence de perspectives politiques et par le désordre monétaire. Assez rapidement, les Alliés se disputent la suprématie sur le pays. Finalement, les États-Unis et le Royaume-Uni décident d'une uniformisation économique en zone occidentale, créant la bizone en janvier 1947, celle-ci qui deviendra 18 mois plus tard la trizone lorsqu'elle sera rejoint par la France, trizone qui deviendra la République fédérale allemande. En 1949, la zone d'occupation soviétique devient la République démocratique allemande, avec sa propre monnaie.
Dans l'intervalle, Lucius D. Clay, gouverneur général de la zone américaine, charge Edward A. Tenenbaum (en) de sauver la monnaie allemande : il est considéré comme le « père du deutschemark ». Tenenbaum travaille conjointement avec l'Economic Cooperation Administration (en), qui fut chargée, dès 1947, de faire appliquer le plan Marshall. Entre 1945 et 1948, les prix à la consommation en Allemagne sont soumis à l'inflation, la fuite devant le reichsmark entraîne, sur le marché noir, une utilisation au quotidien du dollar américain, mais aussi de la livre sterling, du franc français et des monnaies d'occupation servant aux militaires. 
Cette situation malsaine prend fin grâce à ce plan Marshall, tenu secret jusqu'à l'annonce de la réforme monétaire de 1948 : les personnes physiques ont du 21 juin jusqu'au 26 juin pour changer leur avoirs. Il lie l'économie des trois zones allemandes de l'Ouest au système économique occidental. En mars, est créée la Bank Deutscher Länder, qui remplace la Reichsbank, dissoute à la suite de la dénazification de l'économie. Forte d'un capital initial de 100 millions de DM, c'est cette institution qui prend en charge l'émission de la nouvelle monnaie, et ce jusqu'au 31 juillet 1957, où elle est remplacée par la Deutsche Bundesbank. Son siège est à Francfort-sur-le-Main.
Les nouvelles vignettes monétaires sont imprimées aux États-Unis, pour un montant total de six milliards. Le transport et le convoyage de cette masse de billets - représentant un poids de 500 tonnes - fut appelée Operation Bird Dog. Le deutschemark, dont les billets (de 1/2 à 100 DM) ressemblent fortement aux dollars, remplace donc dans la trizone le reichsmark, toujours en vigueur depuis la fin de la guerre mais de plus en plus dévalué. Le taux de change initial était de un contre un pour les 40 premiers reichsmarks, puis de 10 contre 1 pour les suivants. Cette vaste opération de change, appelée en allemand Währungsreform, eut un effet relativement désastreux pour les personnes qui possédaient d'importants capitaux sous forme de grosses coupures, mais cette opération de conversion était inévitable : ce fut le seul moyen de limiter les abus nés du marché noir et de l'accumulation de liquidités douteuses peu avant l'armistice. Le même phénomène eut lieu en France le 4 juin 1945 où les porteurs eurent 12 jours pour venir convertir leurs espèces en billets de réserve aux comptoirs des banques, et sous conditions.
La zone soviétique suit le même chemin avec la création du Ostmark (ou « Mark de l'Est »). L'Ostmark était la monnaie de la République démocratique allemande (fondée 7 octobre 1949), même si le deutschemark y circulait de façon clandestine. 
Au début, la qualité des différents billets est fort irrégulière. C'est ainsi que les billets de 5 deutschemarks doivent être remplacés presque immédiatement par de nouveaux billets fabriqués au Royaume-Uni par l'entreprise De La Rue. Ce sont les premiers billets allemands portant une bande de sécurité métallique.
Ce n'est qu'en 1955, et conformément au traité de paix, que le Gouvernement fédéral allemand peut reprendre la maîtrise de la production de sa monnaie nationale. Entretemps, le miracle économique (Wirtschaftswunder) s'est produit, en grande partie grâce au plan Marshall (European Recovery Program, 1947-1951). Les conditions financières sont donc totalement différentes de celles de 1918-1923 : la monnaie a été sauvée par une maîtrise de l'inflation, la confiance est restaurée, les exportations permettent une accélération de la croissance, le chômage recule. 
Le 1er janvier 1957, lors de l'intégration du protectorat de la Sarre au sein de la République fédérale d'Allemagne, le nouveau land de Sarre ainsi constitué adopte le deutschemark en remplacement du franc sarrois, au taux de 0,8507 marks pour 100 francs.

### Le «miracle économique»
La croissance économique des années 1950 et 1960 (Wirtschaftswunder) est fondée sur un énorme potentiel industriel en grande partie épargné par les bombardements alliés, une main-d’œuvre qualifiée, l’aide américaine et une forte demande. Le taux de change du deutschemark en 1950 est de 5 pour un dollar, taux qui était le même qu'avant 1914 pour le mark-or : c'est dire la réussite de la réforme imposée par les Américains.
L’excédent de la balance commerciale amène des réévaluations du deutschemark en mars 1961 (+ 5 %), en octobre 1969 (+ 9 %) et en décembre 1971 (Smithsonian agreement). 
À partir de 1972, le deutschemark, en tant que monnaie forte, évolue dans le serpent monétaire européen, puis en 1979 dans le système monétaire européen (SME). Le deutschemark a ainsi été réévalué à plusieurs reprises face aux autres monnaies du SME.
C’est seulement après la chute du Mur de Berlin en novembre 1989 et la réunification de l'Allemagne que le deutschemark est introduit dans la République démocratique allemande (RDA) et devient la monnaie de tous les Allemands. L’union monétaire entre en vigueur le 1er juillet 1990 et le traité d'unification fixe les conditions d'adhésion des cinq Länder orientaux à la RFA.
En février 1992, le traité de Maastricht fixe les conditions d’accès à l'union monétaire européenne.
Le deutschemark devint de facto[pourquoi ?] la monnaie de plusieurs pays d’Europe de l'Est, comme les anciennes républiques de Yougoslavie. 
Depuis 1998, la monnaie nationale de nouveaux États européens comme la Bosnie-Herzégovine était le mark convertible (Konvertible Mark, symbolisé KM, code BAM), aligné au départ sur le deutschemark et dont la valeur a été convertie en euro le 1er janvier 1999, date à laquelle la valeur du deutschemark fut fixée définitivement par rapport à la nouvelle monnaie unique européenne, à raison de 1,95583 DEM pour 1 EUR.

### L'euro et la fin du deutschemark
50 ans après la réforme monétaire de 1948, le mark était devenu pour de nombreux Allemands un symbole d’identification nationale. Le DEM symbolisait également la prospérité et la solidité de l'économie allemande. Le 1er janvier 2002, l'Allemagne est cependant le premier membre de l'Union monétaire européenne (UME) à délaisser sa monnaie nationale (le DEM cesse officiellement d'avoir cours légal le 31 décembre 2001) pour adopter l'euro comme monnaie courante.
En souvenir du deutschemark, les pièces de 1 et 2 euros allemandes ont gardé l'aigle allemand sur la face nationale ; les pièces allemandes de 1, 2 et 5 centimes d’euro ont conservé la branche de chêne qui figurait sur les pfennigs.
Le deutschemark survit en Bosnie-Herzégovine sous la forme du mark convertible, toujours lié à l'euro au taux de change exact du mark allemand lors de sa conversion.

## Billets de banque
4 séries de billets ont été émises :
- La première à partir de 1948, par la Bank deutscher Länder, une institution du gouvernement d'occupation de la zone occidentale. Les billets étaient semblables au dollar américain ;
- La deuxième à partir de 1951, coexistante avec la première et la remplaçant peu à peu spécifique à la République fédérale allemande (RFA) ;
- La troisième à partir de 1961, par la Deutsche Bundesbank, conçue par Hermann Eidenbenz. Elle comprend des billets de 5, 10 (avec un portrait de jeune homme par Lucas Cranach l'Ancien), 20, 50, 100 (avec le portrait de Sebastian Münster), 500 et 1 000 DEM ;
- La dernière à partir de 1989, par la Deutsche Bundesbank, qui, pour faire face à la contrefaçon, met en place de nouveaux points de sécurité à partir de 1996. Les billets représentent des artistes, dont Bettina von Arnim pour le billet de 5, Annette von Droste-Hülshoff pour le billet de 20, Clara Schumann pour le billet de 100, Maria Sibylla Merian pour le billet de 500, et les frères Grimm pour le billet de 1 000, ainsi que des scientifiques allemands comme Carl Friedrich Gauss pour le billet de 10, Johann Balthasar Neumann pour le billet de 50, et Paul Ehrlich pour le billet de 200, une nouvelle coupure. Ces billets vont remplacer à partir de juillet 1990 le mark de la RDA.

## Taux de conversion avec l’euro
Le taux exact de conversion fut fixé la veille de l’entrée en vigueur de l’Union économique et monétaire (UEM) le 1er janvier 1999, quelques années avant l’introduction de l’euro :
- 1 EUR = 1,95583 DEM

Pièces et billets libellés en deutschemark sont, sauf indication contraire de la Bundesbank, échangeables contre des euros sur tout le territoire allemand.